# Mirka Dickel
Mirka Dickel (* 1967) ist eine deutsche Geographiedidaktikerin und Professorin am Institut für Geographie der Friedrich-Schiller-Universität Jena sowie Sachbuchautorin. In der Nachfolge von Geographiediaktikern wie Jürgen Hasse und Tilman Rhode-Jüchtern führt sie hermeneutische und phänomenologische Denktraditionen fort und öffnet die Fachdidaktik unter einer Bildungsperspektive für Philosophie und Anthropologie. Sie verfolgt zugleich eine politische Ausrichtung der Fachdisziplin durch ihre Beiträge zu ethischen Fragen des Unterrichtens sowie kulturellen, visuellen und postkolonialen Räumlichkeiten.

## Werdegang
Mirka Dickel studierte von 1987 bis 1994 Geographie, Germanistik, Anglistik und Pädagogik an der Universität Münster. Nach zehn Jahren im Schuldienst schloss sie 2004 ihre Promotion zur Exkursionsdidaktik ab; von 2006 bis 2008 war Dickel Akademische Rätin für Didaktik der Geographie am Geographischen Institut der Universität Mainz. Von 2008 bis 2011 war sie Professorin für Erziehungswissenschaft unter besonderer Berücksichtigung der Didaktik der Geographie am Institut für Erziehungswissenschaften, Psychologie und Bewegungswissenschaften an der Universität Hamburg. Seit 2011 ist sie Professorin für Didaktik der Geographie am Institut für Geographie an der Universität Jena.

## Arbeitsfelder (Auswahl)

### Geographiedidaktik und Bildungsphilosophie
Dickel versteht Geographieunterricht als Ort des Fragens in einem dialogischen Sinne. Sie bezieht sich hierbei auf die sokratische Tradition eines pädagogisch gerahmten fragend-entwickelnden Gesprächs zwischen Lehrpersonen sowie Schülerinnen und Schülern. Vor diesem Hintergrund solle geographische Bildung und geographisches Lehren und Lernen zu einer lebendigen Begegnung mit der Sache werden, um je eigene geographische Erfahrungs- und Verstehenshorizonten zu entwerfen, wobei sich Etwas-Verstehen und Sich-Verstehen miteinander verschränken sollen. Entsprechend misst Dickel außerschulischen Lernorten besondere Bedeutung zu und arbeitet sowohl theoriebildend als auch unterrichtspraktisch im Feld der Exkursionsdidaktik. In ihren Publikationen reflektiert sie die Entwicklung der Geographiedidaktik vor dem Hintergrund der gesellschaftlichen und ökologischen Zukunftsherausforderungen.

### Geographiedidaktik als Demokratiebildung und Erziehung
Dickel bezieht Position gegen Standardisierungen in Folge der Kompetenzorientierung, da sie auch auf Seiten von Lehrpersonen für die Notwendigkeit eintritt, im Sinne einer Offenheit für Lernen als Bildung und Umbildung eine forschende Haltung zu entwickeln. Sie betont, dass sich derartige Prozesse auch in der unterrichtlichen Arbeit mit Lernenden einer Standardisierung entzögen. Hohe Bedeutung misst Dickel der Reflexion normativer Rahmungen von Geographieunterricht bei und tritt generell für das Einnehmen und Reflektieren ethischer Positionen im unterrichtlichen Handeln ein.

## Buchpublikationen (Auswahl)
- Stadtexkursion Brilon. Selbstverlag Westfälischer Heimatbund, Münster 1996, ISBN 3-928052-08-X
- Reisen. Erkenntnistheorie, Praxis und Reflexion für die Geographiedidaktik. LIT-Verlag. Berlin, Münster 2012, ISBN 3-8258-8602-6
- Unter Mitarbeit von Martin Scharvogel. Raumproduktion verstehen lernen. Auf den Spuren von Erzählungen und Imaginationen. Wochenschau-Verlag. Schwalbach 2012, ISBN 978-3-89974-737-9
- Als Herausgeberin mit Detlef Kanwischer. TatOrte. Neue Raumkonzepte geographiedidaktisch inszeniert. LIT-Verlag. Berlin, Münster 2006, ISBN 978-3-8258-0070-3
- Als Herausgeberin mit Georg Glasze. Vielperspektivität und Teilnehmerzentrierung – Wegweiser der Exkursionsdidaktik. LIT-Verlag. Berlin, Münster 2009, ISBN 978-3-8258-1718-3
- Als Herausgeberin mit Holger Jahnke und Antje Schlottmann. Räume visualisieren. Geographiedidaktische Forschungen. Geographiedidaktische Forschungen. Münster 2017, ISBN 978-3-96163-100-1
- Als Herausgeberin mit Georg Dudat und Jochen Laub. Ethik für die Geographiedidaktik: Orientierungen in Forschung und Praxis. transcript. Bielefeld 2022, ISBN 978-3-8376-6229-0
- Als Herausgeberin mit Hans Jürgen Böhmer. Die Verantwortung der Geographie. Orientierung für eine reflexive Forschung. transcript. Bielfeld 2022, ISBN 978-3-8376-5665-7
- Dialogphänomenologische Therapeutik. Wege aus der Entfremdung. transcript. Bielefeld 2024, ISBN 978-3-8376-6501-7